# Ялта (Карагандинская область)
Ялта (каз. Ялта) — село в Абайском районе Карагандинской области Казахстана. Входит в состав Кулайгырского сельского округа. Находится примерно в 13 км к югу от города Абай, административного центра района. Код КАТО — 353261800.

## Население
В 1999 году численность населения села составляла 174 человек (87 мужчин и 87 женщин). По данным переписи 2009 года, в селе проживало 33 человека (20 мужчин и 13 женщин).